# Stefan Bengtzén
Stefan Bengtzén, född 22 december 1962 i Karlskoga, Örebro län, Sverige, är en svensk klubbledare samt före detta ishockeyspelare. Bengtzén är sedan mars 2019 General Manager för Örebro HK.

## Klubbar
- Karlskoga HC (1991/1992) – ishockeyspelare
- Bofors IK (1997/1998–2011/2012) – Sportchef
- Karlskrona HK (2013/2014) – Sportchef
- Brynäs IF (2014/2015–2018/2019) – Sportchef
- Örebro HK (2019/2020–) – General Manager